# Districtul Gramsh

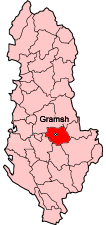
Districtul Gramsh în Albania

Gramsh este un district în Albania.
1. 1 2 3  GeoNames